# ميشال فيليكس دونال
ميشال فيليكس دونال (1789-1856) (بالإنجليزية: Michel Félix Dunal)‏ هو عالم نبات فرنسي.